# Владислав (село)
Владислав (болг. Владислав) — село в общине Стражица Великотырновской области Болгарии.
Население составляет 278 человек (2022).

## Политическая ситуация
В местном кметстве Владислав, в состав которого входит Владислав, должность кмета (старосты) исполняет Георги Дончев Тодоров (Болгарская социалистическая партия (БСП)) по результатам выборов.
Кмет (мэр) общины Стражица — Стефан Рачков Стефанов (Национальное движение «Симеон Второй» (НДСВ)) по результатам выборов.